# Evelyn Gonda
Evelyn Gonda (6 de enero de 1987) es una deportista canadiense que compitió en taekwondo. Ganó dos medallas de oro en el Campeonato Panamericano de Taekwondo, en los años 2012 y 2014.

## Palmarés internacional
| Campeonato Panamericano | Campeonato Panamericano | Campeonato Panamericano | Campeonato Panamericano |
| Año                     | Lugar                   | Medalla                 | Categoría               |
| ----------------------- | ----------------------- | ----------------------- | ----------------------- |
| 2012                    | Sucre (Bolivia)         | Medalla de oro          | –57 kg                  |
| 2014                    | Aguascalientes (México) | Medalla de oro          | –57 kg                  |